# Pontischer Honig

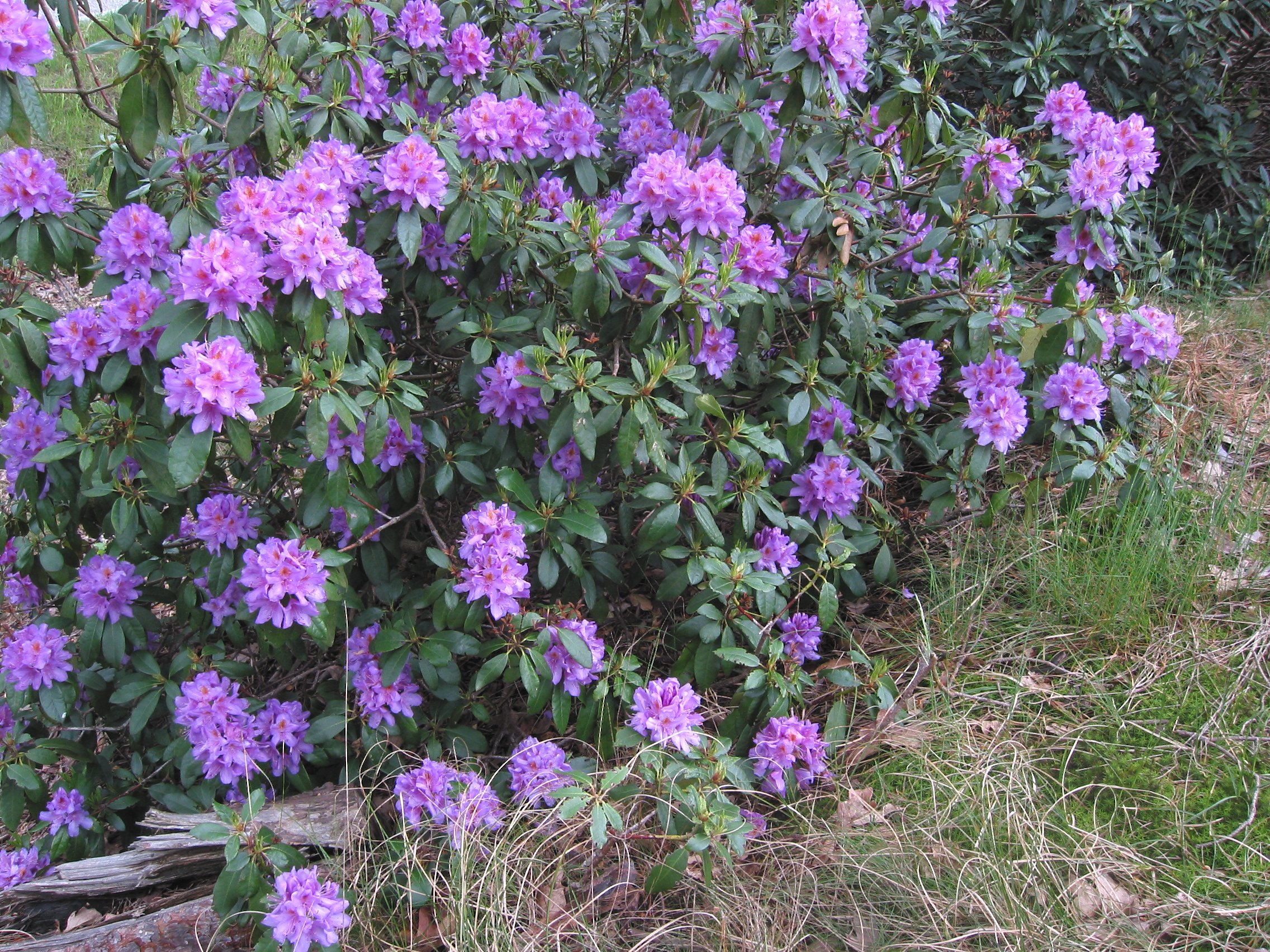
Pontischer Rhododendron (Rhododendron ponticum)

Pontischer Honig oder Tollhonig bzw. Giftiger Honig oder auch Türkischer Wildhonig ist ein Bienenhonig mit hohen Anteilen giftiger Wirkstoffe aus dem Pollen und Nektar von größtenteils Rhododendron ponticum, welcher fast monodominant im Unterwuchs der Wälder bestimmter Teile der südpontischen Region, hier der türkischen Schwarzmeerküste, vorkommt. Der Verzehr kann beim Menschen Vergiftungserscheinungen wie Übelkeit, Erbrechen oder Halluzinationen hervorrufen.

## Wirksame Inhaltsstoffe

Molekülstruktur von Grayanotoxin I.

Die aktiven Wirkstoffe des klassischen Pontischen Honigs sind Grayanotoxine (Grayanotoxin I, Andromedotoxin, Rhomotoxin) aus der Klasse der Diterpene, welche von diversen Heidekrautgewächsen (u. a. in verschiedenen Rhododendron-Arten wie Rhododendron arboreum und Rhodododendron campanulatum, oder Kalmia-Arten) gebildet werden. Die Giftstoffe werden durch Honigbienen mit dem Pollen und Nektar der Pflanzen eingetragen und zu Honig verarbeitet. Da Grayanotoxine auch eine insektizide Wirkung besitzen, ist unklar, warum sich die Bienen nicht selbst vergiften. Je nach Wirkstoffkonzentration des Honigs kann bereits der Verzehr von 5 bis 30 g Pontischen Honigs bei Menschen Vergiftungserscheinungen hervorrufen. Das Gift wirkt über eine Anhebung der Natrium-Ruhepermeabilität elektrisch erregbarer Membranen. Schwerere Vergiftungen können Kreislaufschwäche mit Herzfrequenzen unter 40 min−1 und systolische arterielle Blutdrücke unter 70 mmHg bewirken, die ohne Behandlung auch zum Tode führen können. Als Antidot in diesen Fällen ist Atropin wirksam.

## Historische Berichte
Historisch ist Pontischer Honig erstmals durch den griechischen Schriftsteller Xenophon in seinem Werk Anabasis überliefert, dessen Heer 401 v. Chr. auf dem Rückzug nach der verlorenen Schlacht bei Kunaxa in den Dörfern der Schwarzmeerküste Honigwaben mit Pontischem Honig aßen. Alle Krieger, die von den Honigwaben aßen, verloren die Besinnung, erbrachen und bekamen Durchfall, keiner von ihnen konnte sich aufrecht halten. Diejenigen, die wenig vom Honig aßen, glichen völlig Betrunkenen. Am nächsten Tag klangen die Vergiftungserscheinungen ab, vollständig waren alle erst am 3. oder 4. Tag nach dem Verzehr wieder genesen.
Der römische Geschichtsschreiber Strabon berichtet von einem Feldzug des römischen Konsuls Gnaeus Pompeius Magnus gegen den Pontischen König Mithridates VI. im Dritten Mithridatischen Krieg, dessen Soldaten im Jahre 67 vor Chr. in der gleichen Gegend von den Einheimischen Honigwaben mit Pontischem Honig zu essen bekamen. Nachdem die Soldaten kampfunfähig waren, wurden sie von den Einheimischen überwältigt und besiegt.
Weitere Einzelheiten zur Giftigkeit des Pontischen Honigs berichten der römische Gelehrte Plinius der Ältere in seiner Naturalis historia sowie der Grieche Pedanios Dioscurides in seinem Werk Materia Medica, beide aus dem 1. Jahrhundert n. Chr.
Gelegentlich werden auch heute Vergiftungen durch Grayanotoxine aus Pontischem Honig beobachtet, darunter einige Fälle in Mitteleuropa, die durch importierten Pontischen Honig aus der Schwarzmeerregion verursacht wurden.

## Film
Im 2009 erschienenen Film Sherlock Holmes verwendet Holmes’ Gegenspieler Lord Blackwood „verrückten Honig“, um seinen Tod bei der Untersuchung nach seiner vorgetäuschten Hinrichtung durch Erhängen zu simulieren.
Im 2023 erschienenen Film A Haunting in Venice verwendet Monsieur Poirots Gegenspielerin pontischen Honig, um u. a. ihn halluzinieren zu lassen.

## Weitere giftige Honigsorten
In Nordamerika gibt es gelegentlich auch Berichte über giftigen Honig von den dort heimischen Lorbeerrosen (Kalmia angustifolia und Kalmia latifolia).
Eine andere giftige Honigsorte ist aus Neuseeland bekannt, deren hohe Anteile Tutin und Melliotoxin (Hydroxytutin) aus dem Nektar der Tutapflanze (Coriaria arborea) bereits bei einer Dosierung von 1 mg Übelkeit und Erbrechen auslösen können.